# Love Me Right
Love Me Right è un singolo della boy band sudcoreana-cinese Exo, pubblicato il 3 giugno 2015 come estratto dal repackaging del secondo album in studio, Love Me Right.

## Classifiche

### Classifiche settimanali
| Classifica (2015) | Posizione massima |
| ----------------- | ----------------- |
| Corea del Sud     | 1                 |

### Classifiche di fine anno
| Classifica (2015) | Posizione |
| ----------------- | --------- |
| Corea del Sud     | 40        |

## Love Me Right ~romantic universe~
La versione in lingua giapponese del brano è stata intitolata Love Me Right ~romantic universe~ e pubblicata il 4 novembre 2015 come singolo di debutto per il mercato giapponese. Il brano è stato successivamente inserito nell'album in lingua giapponese Countdown.

### Tracce
1. Love Me Right ~romantic universe~ – 3:29 (testo: Oh Yoo-won, Kim Dong-hyun, Sara Sakurai – musica: Denzil "DR" Remedios, Courtney Woolsey, Nermin Harambašić)
2. Drop That – 3:34 (testo: MQ (BeatBurger), Jae Shim (BeatBurger), Hidenori Tanaka (agehasprings) – musica: Shaun, Jae Shim (BeatBurger), Andreas Öberg, Maria Marcus)

### Classifiche
| Classifica (2015) | Posizione massima |
| ----------------- | ----------------- |
| Giappone          | 1                 |